# Abd-ol-Hossein Farmanfarma
Abd-ol-Hossein Mirza Farmanfarma (en persan : عبدالحسین میرزا فرمانفرما) né en 1857 et mort en 1939) était le chef de l'une des plus influentes branches de la famille Kadjar. Né en 1857, il est le fils de Nosrat Doleh Firouz Mirza et de son épouse Hajieh Homa Khanoum. Abd-ol-Hossein était un cousin de Nassereddine Chah. Au cours de sa vie, il a reçu les titres de Salar-Lashkar (commandant de l'Armée), Nosrat-Doleh (victoire de l'État), Amir Tuman (commandant des milliers) et Farman Farma (commandant des commandants). Il a occupé de hautes fonctions gouvernementales, y compris le poste de premier Ministre. Abd-ol-Hossein avait huit femmes (dont une fille de Mozaffareddine Chah nommée Ezzat al-Dowleh), qui lui donnèrent 26 fils et 13 filles. Il est mort en novembre 1939 à l'âge de 82 ans,.

## Biographie
Abd-ol-Hossein Farmanfarma est né en 1857. Il est le petit-fils du prince Abbas Mirza, lui-même fils du shah Fath Ali Chah Qadjar. Il a reçu d'un précepteur une éducation digne d'un prince, en ce qui concerne l'escrime, la chasse, l'équitation, la calligraphie, l'écriture de poèmes, l'étiquette de cérémonie et de toutes les autres compétences importantes nécessaires à un membre de la maison Kadjar. Il suivit une formation militaire à l'Académie militaire autrichienne de Téhéran. En 1882, il devient commandant d'une petite unité militaire dans la province de Kerman. En 1887, il reçoit le titre de Amir Tuman (Commandant des Milliers).
Par la suite, il fut gouverneur de Kerman, du Kurdistan, de Fars, de Kermanshah et de l'Azerbaïdjan, et compta bientôt parmi les plus grands propriétaires terriens de l'Iran, à l'époque la Perse. Après la mort de Nassereddine Chah et de la reprise du pouvoir par Mozaffareddine Chah, il perdit tous ses postes et partit en 1898 en exil pour quatre ans en Égypte et à Bagdad. Sous Mozaffareddine Chah, les Persans luttèrent, dans le cadre de la révolution constitutionnelle, pour la création d'une Constitution et d'un Parlement. 
Seulement 10 jours après l'entrée en vigueur de la Constitution, le 7 janvier 1907, Mozaffareddine Chah mourut. Son fils, Mohammad Ali Chah, fut couronné chah seulement 10 jours après la mort de son père. Les représentants du Parlement ne furent pas invités au couronnement. Mohammad Ali Chah avait décidé, pour son futur règne, qu'il valait mieux ignorer le Parlement. Abd-ol-Hossein Farmanfarma fut d'abord un soutien de Mohammad Ali Chah, politiquement et financièrement, dans sa lutte contre le Mouvement constitutionnel. En contrepartie de son soutien financier, Mohammad Ali Chah céda à Abd-ol-Hossein Farmanfarma les biens mobiliers extrêmement précieux de l'intérieur du palais du prince héritier à Tabriz. Farmanfarma laissa le palais complètement vide, et déménagea les meubles dans sa propriété d'Azerbaïdjan. Les objets coûteux et légers furent envoyés dans ses maisons à Téhéran, et à Tabriz.
Au printemps 1909, la chute de Mohammed Ali Chah se dessinait, et Abd-ol-Hossein Farmanfarma changea d'attitude et déclara ouvertement son soutien au Mouvement constitutionnel. Après la victoire du Mouvement constitutionnel face à Mohammad Ali Chah et le rétablissement d'un gouvernement constitutionnel, Abd-ol-Hossein Farmanfarma devint ministre de la justice et, plus tard, ministre de la Défense.
À cette époque, le Parlement ne possédait pas encore de partis, mais seulement des conglomérats de députés des Groupements. Le plus important était un groupe de députés conservateurs, qui s'appelaient les « Modérés », dirigés par Abd-ol-Hossein Farmanfarma. En face d'eux on trouvait le groupe des députés réformistes, se faisant appeler les « Démocrates ». 
Pendant la Première Guerre mondiale, Abd-ol-Hossein Farmanfarma devient premier ministre en février 1915 avec le soutien britannique, après que le premier Ministre sortant, Hassan Mostofi, des Démocrates, ait prononcé une stricte neutralité dans la Première Guerre mondiale, et ait été contraint de démissionner par les Britanniques. La Perse fut occupée, après l'ouverture des hostilités, malgré sa déclaration de neutralité, au Nord et à l'Ouest par les troupes russes et britanniques, devenant une zone de combat. Le premier ministre Mostofi avait des contacts et des soutiens avec l'empire Ottoman et l'empire Allemand, ayant conclu des accords avec ces derniers contre la Russie et l'occupation britannique. Abd-ol-Hossein Farmanfarma était considéré comme pro-britannique, et fut donc favorisé par ces derniers pour devenir Premier ministre. Après seulement trois mois, il dut cependant se retirer en raison de la pression due à la politique intérieure, et Hassan Mostofi reprit de nouveau le poste de premier ministre. En décembre 1915, Abd-ol-Hossein Farmanfarma redevint une fois de plus premier ministre, mais dut une fois de plus démissionner au bout de trois mois, en mars 1916. Il retourna à Shiraz et reprit là son poste de gouverneur du Fars.

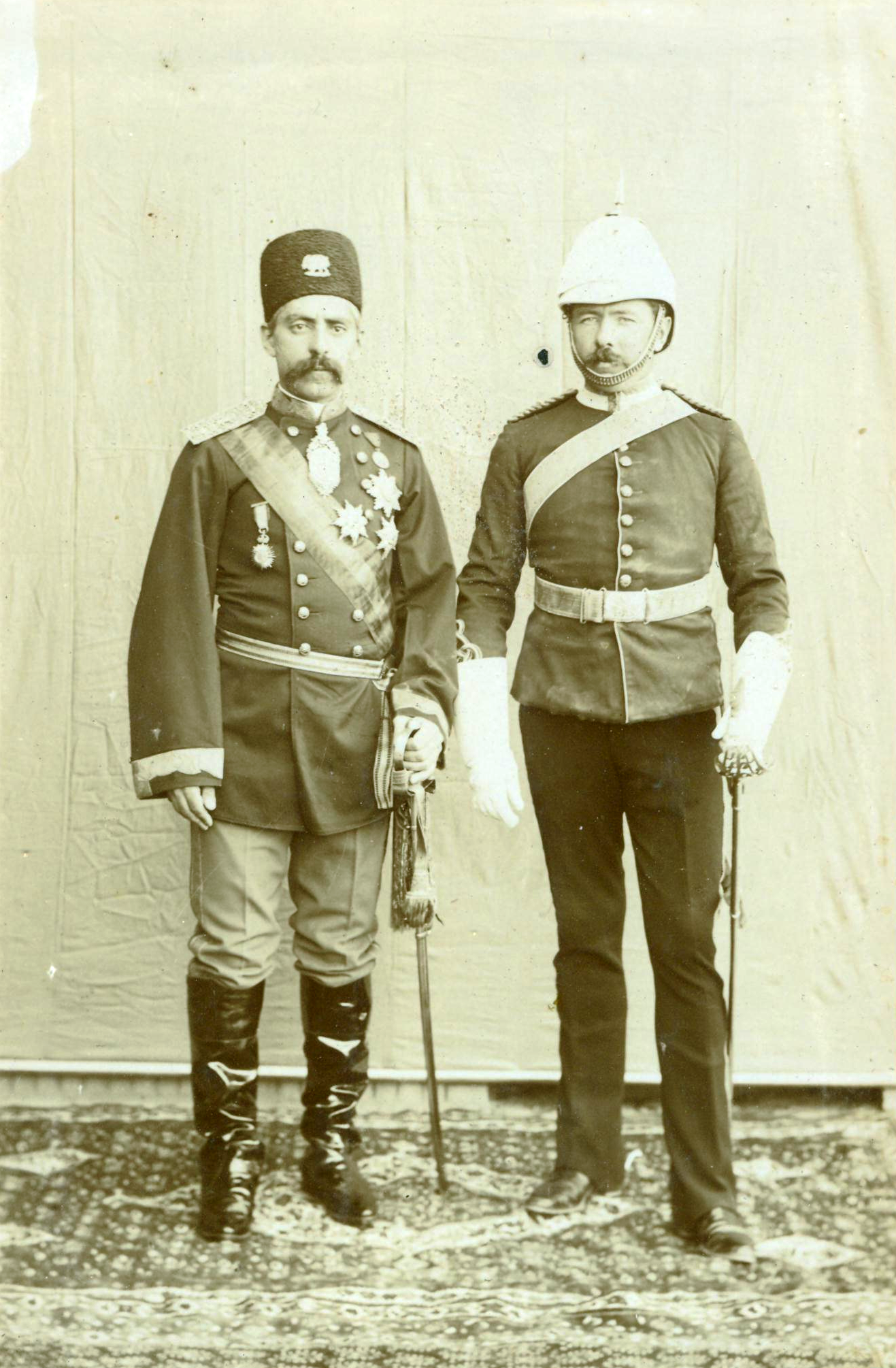
Abd-ol-Hossein Farmanfarma à Kerman, en 1902, avec le général Percy Sykes

Dans le Fars, il soutint la création par le Général Percy Sykes des South Persia Rifles, une équipe de soldats perses et d'officiers britanniques financés par les Britanniques, qui servaient les « intérêts britanniques au Sud de l'Iran », et notamment les installations pétrolières de l'Anglo-Persian Oil Company à Abadan, pour les protéger d'éventuelles attaques, par des soldats ottomans ou allemands, par des actes de sabotage. 
Farmanfarma resta gouverneur du Fars, jusqu'en 1921, quand son neveu, Mohammad Mossadegh, le remplaça. Après son retour à Téhéran, accompagné de deux de ses fils, il fut immédiatement arrêté sur ordre du premier ministre Tabatabai. En raison du soutien des militaires britanniques à son encontre par le passé, l'ancien gouverneur du Fars fut accusé de haute trahison. Après que le premier ministre Tabatabai, sur l'insistance de Ahmad Chah Qadjar a dû démissionner après seulement 100 jours de gouvernement, Abd-ol-Hossein Farmanfarma et son fils Firouz Nosrat-ed-Dowleh III (en) purent sortir de prison. Une grande partie de son patrimoine immobilier fut toutefois confisqué et il passa les dernières années de sa vie en résidence surveillée. Parmi sa nombreuse descendance on compte notamment Mozaffar Firouz (1906-1988), qui fut ministre et ambassadeur.
Farmanfarma décéda en novembre 1939 et est enterré dans le cimetière de la mosquée Shah Abdol Azim.

## Nom et Titres
Son nom complet était Hazrat Aghdas Vala Chahzadeh Abd-ol-Hossein Mirza Farman-Farma, qu'on pourrait traduire par Son Altesse le Prince Abd-ol-Hossein, Sublime Commandant, Commandant des Commandants. Après que Reza Chah ait imposé l'adoption d'un nom de famille pour tous les perses, il choisit le titre Farman-Farma comme nom de famille.

## Décorations étrangères
Il fut nommé chevalier grand-croix de l'ordre de Saint-michel et Saint-George britannique.

## Postes occupés
- Commandant de la Gendarmerie (1884)
- Commandant de l'Armée dans l'Azerbaïdjan (1890)
- Gouverneur de Téhéran (1896)
- Gouverneur de Kerman (1892-1893), et (1894-1896)
- Gouverneur du Kurdistan (1894)
- Gouverneur du Fars (1897-1898), et (1916)
- Gouverneur de Kermanshah (1903)
- Gouverneur de l'Azerbaïdjan (1907)
- Gouverneur d'Ispahan (nommé en 1908, mais refusa le poste[3])
- Ministre de la justice (1907), (1909)
- Ministre de la défense (1896-1897)
- Ministre de l'intérieur (1910), (1915)
- Premier ministre (1915-1916)

## Littérature
- Farmānfarmā, Abd-al-Ḥosayn Mīrzā, dans Encyclopædia Iranica en ligne
- Brigadier-Général Sir Percy Sykes : A History of Persia, Vol. II Macmillan, 1921. Voir Chap. LXXX sqq .
- Sattareh Farman Farmaian, Dona Munker: Daughter of Persia. A Woman's Journey from her Father's Harem through the Islamic Révolution. Crown Publishers, Inc., New York, NY, 1992,  (ISBN 0-517-58697-5).
- Manucher Farmanfarmaian, Roxane Farmanfarmaian: Blood and Oil. Memoirs of a Persian Prince. Random House, New York, NY 1997,  (ISBN 0-679-44055-0).